# Krasnîi Pid, Șîroke
Krasnîi Pid (în ucraineană Красний Під) este un sat în comuna Rozî Liuksemburh din raionul Șîroke, regiunea Dnipropetrovsk, Ucraina.

## Demografie
Componența lingvistică a localității Krasnîi Pid
     Ucraineană (76,16%)
     Rusă (21,85%)
Conform recensământului din 2001, majoritatea populației localității Krasnîi Pid era vorbitoare de ucraineană (76,16%), existând în minoritate și vorbitori de rusă (21,85%).